# Роббінсвілл (Північна Кароліна)
Роббінсвілл (англ. Robbinsville) — місто (англ. town) в США, в окрузі Грем штату Північна Кароліна. Населення — 597 осіб (2020).

## Географія
Роббінсвілл розташований за координатами 35°19′24″ пн. ш. 83°48′20″ зх. д. / 35.32333° пн. ш. 83.80556° зх. д. (35.323264, -83.805451).  За даними Бюро перепису населення США в 2010 році місто мало площу 1,20 км², з яких 1,19 км² — суходіл та 0,01 км² — водойми.

### Клімат
| Клімат : Роббінсвілл     | Клімат : Роббінсвілл | Клімат : Роббінсвілл | Клімат : Роббінсвілл | Клімат : Роббінсвілл | Клімат : Роббінсвілл | Клімат : Роббінсвілл | Клімат : Роббінсвілл | Клімат : Роббінсвілл | Клімат : Роббінсвілл | Клімат : Роббінсвілл | Клімат : Роббінсвілл | Клімат : Роббінсвілл | Клімат : Роббінсвілл |
| Показник                 | Січ.                 | Лют.                 | Бер.                 | Квіт.                | Трав.                | Черв.                | Лип.                 | Серп.                | Вер.                 | Жовт.                | Лист.                | Груд.                | Рік                  |
| Абсолютний максимум, °C  | 25,0                 | 27,2                 | 28,3                 | 32,2                 | 33,3                 | 36,7                 | 37,2                 | 36,7                 | 36,7                 | 32,2                 | 28,3                 | 24,4                 | 37,2                 |
| Середній максимум, °C    | 9,4                  | 12,2                 | 16,7                 | 20,6                 | 24,4                 | 28,3                 | 30,0                 | 30,0                 | 27,2                 | 22,2                 | 16,7                 | 11,1                 | 20,8                 |
| Середня температура, °C  | 2,8                  | 5,0                  | 8,9                  | 12,5                 | 17,2                 | 21,4                 | 23,3                 | 23,1                 | 19,7                 | 13,9                 | 8,9                  | 4,4                  | 13,5                 |
| Середній мінімум, °C     | −3,9                 | −2,2                 | 1,1                  | 4,4                  | 10,0                 | 14,4                 | 16,7                 | 16,1                 | 12,2                 | 5,6                  | 1,1                  | −2,2                 | 6,2                  |
| Абсолютний мінімум, °C   | −28,3                | −23,9                | −20                  | −9,4                 | −5                   | 0,6                  | 5,6                  | 6,1                  | −3,3                 | −8,9                 | −17,8                | −20                  | −28,3                |
| Норма опадів, мм         | 147                  | 154                  | 138                  | 119                  | 140                  | 141                  | 128                  | 139                  | 123                  | 88                   | 137                  | 154                  | 1608                 |
| ------------------------ | -------------------- | -------------------- | -------------------- | -------------------- | -------------------- | -------------------- | -------------------- | -------------------- | -------------------- | -------------------- | -------------------- | -------------------- | -------------------- |
| Джерело: Weather Channel |                      |                      |                      |                      |                      |                      |                      |                      |                      |                      |                      |                      |                      |

## Демографія
Згідно з переписом 2010 року, у місті мешкало 620 осіб у 283 домогосподарствах у складі 157 родин. Густота населення становила 516 осіб/км².  Було 384 помешкання (320/км²).
Расовий склад населення:
| - 84,7 % — білих - 3,4 % — корінних американців - 1,0 % — азіатів - 0,3 % — вихідців з тихоокеанських островів - 9,4 % — осіб інших рас |

До двох чи більше рас належало 1,3 %. Частка іспаномовних становила 11,9 % від усіх жителів.
За віковим діапазоном населення розподілялося таким чином: 22,6 % — особи молодші 18 років, 55,3 % — особи у віці 18—64 років, 22,1 % — особи у віці 65 років та старші. Медіана віку мешканця становила 39,3 року. На 100 осіб жіночої статі у місті припадало 98,1 чоловіків;  на 100 жінок у віці від 18 років та старших — 92,8 чоловіків також старших 18 років.
Середній дохід на одне домашнє господарство  становив 24 563 долари США (медіана — 16 250), а середній дохід на одну сім'ю — 39 217 доларів (медіана — 31 250). Медіана доходів становила 35 069 доларів для чоловіків та 35 547 доларів для жінок. За межею бідності перебувало 31,6 % осіб, у тому числі 54,4 % дітей у віці до 18 років та 49,0 % осіб у віці 65 років та старших.
Цивільне працевлаштоване населення становило 170 осіб. Основні галузі зайнятості: мистецтво, розваги та відпочинок — 15,9 %, виробництво — 15,3 %, роздрібна торгівля — 13,5 %.